# Rio São Bartolomeu
Pour les articles homonymes, voir Rio, São Bartolomeu et Bartolomeu.
Le rio São Bartolomeu est un cours d'eau brésilien qui baigne le District fédéral et un affluent droit du rio Paranaíba. Il fait partie du bassin hydrographique du rio Paraná.

## Géographie
Il court dans le sens Nord-Sud et est l'un des affluents de rive droite du rio Paranaíba, celui dont la source est la plus distante. Son bassin versant est de 1 579,2 km2